# Accords de Bonn (1952)
Pour les articles homonymes, voir Accords de Bonn et Accords de Bonn (Afghanistan).
La convention sur les relations entre les trois puissances et la République fédérale d’Allemagne et des conventions annexes, souvent appelés les accords de Bonn, sont des conventions de droit international conclues le 26 mai 1952 entre la République fédérale d’Allemagne et les trois puissances occupantes occidentales : États-Unis, France, et Royaume-Uni. L'objet premier de ces conventions est la restauration de la souveraineté allemande et la normalisation du statut de l'Allemagne en vertu du droit international, en remplacement du statut d'occupation de 1949.
Dans le contexte de la guerre de Corée et des tensions croissantes entre l'Est et l'Ouest, les États-Unis cherchent à obtenir une contribution allemande à la défense de l'Ouest au sein de la Communauté européenne de défense (CED). En contrepartie, les trois puissances mettent fin au régime d'occupation de la RFA et lui octroient les droits d'un État souverain.
Les accords de Bonn sont ratifiés par la RFA, le Royaume-Uni et les États-Unis. Mais ils ne peuvent entrer en vigueur du fait que l’Assemblée nationale française refuse de ratifier le traité CED auquel ils sont liés. Les accords de Bonn voient finalement le jour sous une forme amendée par le « Protocole sur la cessation du régime d'occupation dans la RFA » signé le 23 octobre 1954 dans le cadre des accords de Paris et entré en vigueur en mai 1955.
Bien que la version modifiée en 1954 donne à la RFA le plein pouvoir d'un État souverain sur ses affaires intérieures et extérieures, elle énumère néanmoins un certain nombre de restrictions d'ordre législatif, militaire et international. En particulier, les trois puissances conservent leurs droits et responsabilités relatifs à Berlin et à l'Allemagne dans son ensemble, au règlement de paix final et à la réunification allemande.

## Contexte historique
Les accords contractuels signés à Bonn le 26 mai 1952 comprennent quatre conventions majeures avec annexes, un accord et plusieurs lettres échangées entre le chancelier de la République fédérale et les Hauts commissaires pour l'Allemagne ou les ministres des Affaires étrangères des États-Unis, du Royaume-Uni et de France.

## Signature et ratification
Les accords sont signés à Bonn le 26 mai 1952 par Dean Acheson pour les États-Unis, Robert Schuman pour la France, Anthony Eden pour le Royaume-Uni et Konrad Adenauer pour la RFA. Le lendemain, 27 mai 1952, est signé à Paris le traité instituant la Communauté européenne de défense (CED).
Les accords de Bonn sont soumis au Sénat des États-Unis le 2 juin et ratifiés le 1er juillet 1952. Le Royaume-Uni les ratifie le 1er août 1952. La République fédérale d'Allemagne ratifie ces accords le 19 mars 1953, laissant ainsi la ratification française comme seul obstacle à leur entrée en vigueur.
Le traité instituant la CED est rejeté par l'Assemblée nationale française le 30 août 1954, par 319 voix contre 264. Ce vote négatif empêche l'entrée en vigueur des accords de Bonn avec lesquels le traité relatif à la CED forme un tout indissociable. L'article 11 de la convention sur les relations entre les trois puissances et la RFA stipule en effet que « la présente Convention entrera en vigueur dès que : a) les instruments de sa ratification et la ratification de toutes les conventions énumérées à l'article 8 auront été déposés par tous les États signataires ; b) le traité instituant la Communauté européenne de défense sera entré en vigueur ».

## Convention sur les relations entre les trois puissances et la République fédérale d’Allemagne
La convention sur les relations entre les trois puissances et la République fédérale d’Allemagne est conclue le 26 mai 1952 par les États-Unis, la France, le Royaume-Uni et la RFA. Cette convention comprend un préambule et onze articles.
Le contexte explicite les motivations qui président à cette convention, en précisant notamment que « le maintien du Statut d'occupation qui comporte le pouvoir d'intervenir dans les affaires domestiques de la République fédérale est incompatible avec l'objectif que constitue l'intégration de la République fédérale dans la Communauté européenne ».
L'article premier stipule que « la République fédérale a pleine autorité sur ses affaires intérieures et extérieures, sous réserve des exceptions figurant dans la présente Convention ».
Par l'article 2, les trois puissances « se réservent, en raison de la situation internationale, les droits antérieurement exercés ou détenus par elles en ce qui concerne : a) le stationnement des forces armées en Allemagne et la protection de leur sécurité, b) Berlin, et c) l'Allemagne dans son ensemble, y compris l'unification de l'Allemagne et un règlement de paix », préservant ainsi la validité des accords de Potsdam.
Les articles suivants portent essentiellement sur des déclarations de principe relatives à l'objectif de réunification de l'Allemagne et sur les modalités des relations futures entre les trois puissances et la RFA.

## Autres conventions
Quatre autres conventions sont signées à Bonn le 26 mai 1952 :
- Convention relative aux droits et obligations des forces étrangères et de leurs membres sur le territoire de la République fédérale d'Allemagne ;
- Convention sur le règlement de questions issues de la guerre et de l'occupation ;
- Convention financière ;
- Accord relatif au régime fiscal applicable aux forces et aux membres des forces.